# Pautaines-Augeville
Pautaines-Augeville is een voormalige gemeente  in het Franse departement Haute-Marne in de toenmalige regio Champagne-Ardennen en telde 21 inwoners (2009).

## Geschiedenis
Pautaines-Augeville bestond uit 2 verschillende dorpen die op 1 april 1973 werden samengevoegd tot een gemeente. Augeville is ouder dan Pautaines, het wordt in de 9e eeuw al genoemd, terwijl Pautaines pas in de 12e eeuw wordt genoemd. In Pautaines, de grootste van de twee, wonen 21 mensen. In Augeville wonen 4 mensen, allemaal familie van elkaar. Zowel Pautaines als Augeville hebben een eigen kerk en een eigen begraafplaats. Het gezamenlijke gemeentehuis stond in Pautaines, waar ook de feestzaal is. 
Op 28 februari 2013 werd de gemeente opgeheven en werden de beide plaatsjes opgenomen in de buurgemeente Épizon. 

## Geografie
De oppervlakte van Pautaines-Augeville bedroeg 21,0 km², de bevolkingsdichtheid was dus 1 inwoner per km².
De onderstaande kaart toont de ligging van Pautaines-Augeville met de belangrijkste infrastructuur en aangrenzende gemeenten.

## Demografie
Onderstaande figuur toont het verloop van het inwonertal (bron: INSEE-tellingen).